# Прудцы (Тверская область)
Прудцы — деревня в Кимрском районе Тверской области. Входит в состав Устиновского сельского поселения.

## География
Находится в юго-восточной части Тверской области на расстоянии приблизительно 17 км на север-северо-запад по прямой от районного центра города Кимры в левобережной части района.

## История
Известна была с 1678 года как деревня с 2 дворами, владение архиепископа Тверского и Кашинского Симеона. В 1678 года здесь 10 дворов. В 1780-х годах 11 дворов, в 1806 — 13. В 1859 году здесь (деревня Корчевского уезда Тверской губернии) было учтено 16 дворов, в 1887 — 29.

## Население
Численность населения: 78 человек (1780-е годы), 90 (1806), 129 (1859 год), 149 (1887), 2 (русские 100 %) 2002 году, 1 в 2010.